# Bill Janovitz
Bill Janovitz é mais conhecido cantor e guitarrista da banda de rock alternativo Buffalo Tom. 

## História
Depois de se matricular na Universidade de Massachusetts, Janovitz formou o Buffalo Tom com seus colegas de faculdade Chris Colbourn e Tom Maginnis. A amizade com o guitarrista J. Mascis do Dinosaur Jr. ajudou a banda a decolar no início da carreira; Mascis produziu os dois primeiros álbuns da banda. A banda obteve certo sucesso comercial e hoje conta com um bom número de fãs nos EUA.
Em 1997, Janovitz lançou seu primeiro álbum solo, Lonesome Billy, com a ajuda de Joey Burns e John Convertino do Giant Sand e do Calexico. As canções desse álbum são em sua maioria sobras de estúdio dos primeiros discos do Buffalo Tom.
Durante o longo hiato do Buffalo Tom's depois de Smitten em 1998, Janovitz trabalhou com os tecladistas Phil Aiken e Chris Toppin e lançou o álbum Up Here em 2001. 
Ele continuou trabalhando com Aiken e lançou o álbum Fireworks on TV! com o nome de Crown Victoria (que também contava com a participação de Tom Polce na bateria e Matt Tahaney no baixo) em 2004. 

## Discografia Solo
- Lonesome Billy (1997)
- Up Here (2001)
- Fireworks on TV! (com o Crown Victoria, 2004)